# Ondine (film, 2020)
Pour la page d'homonymie, voir Ondine (homonymie).
Pour plus de détails, voir Fiche technique et Distribution.
Ondine (Undine) est un film allemand et minoritairement français réalisé par Christian Petzold, sorti en 2020. Ce film est le premier volet d'une trilogie consacrée à des mythes allemands. 
Il est sélectionné en compétition officielle à la Berlinale 2020, où Paula Beer remporte l'Ours d'argent de la meilleure actrice.
Le scénario s'inspire du conte romantique Ondine (Friedrich de La Motte-Fouqué, 1811), dans la version d'Ingeborg Bachmann Ondine s’en va, parue dans le recueil de sept nouvelles La Trentième Année (Das dreißigste Jahr, 1961).

## Synopsis
Berlin, centre-ville, de nos jours.
Undine Wibeau, conférencière indépendante en histoire de l'urbanisme de Berlin, travaille au Sénat de Berlin pour l'accueil des visiteurs. La jeune femme a une relation difficile avec Johannes qui veut y mettre fin, car il a rencontré une autre femme. Lors d'un court rendez-vous au café proche de la salle des maquettes où elle opère, Undine somme Johannes de l'attendre trente minutes, le temps d'une présentation, faute de quoi elle sera obligée de le tuer.
Lorsqu'elle revient, le café est vide. Vient à sa rencontre un jeune homme qui a assisté à sa mini-conférence et, se présentant comme scaphandrier (plongeur industriel, indépendant), lui propose un café. Leur rencontre imprévue les perturbe tous deux : elle lâche son téléphone portable, qu'il ramasse et, reculant, il heurte et ébranle la partie du bar où est installé un grand aquarium, avec plantes et statuette de scaphandrier. L'aquarium se brise et elle le tire vers elle, le sauvant de l'accident. Ils se retrouvent tous deux au sol, trempés et sont bannis du café par le serveur, furieux.
Christoph et Undine entament une relation passionnée. Christoph, lors d'une plongée pour une soudure à une turbine de barrage, voit le grand silure Günther qui apparaît puis disparaît dans les algues. Il souhaite le montrer à Undine et plonge dans ce lac avec elle. Mais Undine lâche la main de Christoph, perd son équipement de plongée et manque de se noyer. Christoph doit lui faire un massage cardiaque et du bouche à bouche pour la sauver. Avant qu'elle monte dans le train qui la ramène chez elle, Undine reçoit un paquet des mains de Christoph: la statuette de scaphandrier récupérée de l'aquarium brisé.
Un jour qu'elle se promène avec Christoph dans Berlin, Undine croise Johannes, qui ne semble pas très heureux au sein de son nouveau couple. Johannes la contacte ensuite, désireux de reprendre leur relation. Christoph, qui l'a appris, appelle Undine au téléphone pour lui faire part de ses doutes sur ce qu'elle ressent et veut. Le lendemain, elle se précipite vers le lac où il travaille et apprend qu'à la suite d'un grave accident, il est hospitalisé en état de mort cérébrale. En parlant avec Monika, collègue de Christoph, elle apprend qu'à l'heure de leur conversation téléphonique de la veille, ce dernier était déjà déclaré mort.  
Undine se rend alors dans la villa où vit Johannes et le noie dans la piscine. Puis elle entre dans un lac, où elle disparaît. Christoph se réveille alors brusquement en l'appelant. Lorsqu'il sort de l'hôpital, il cherche Undine partout dans Berlin, sans pouvoir la trouver.  
Deux ans plus tard, Christoph est en couple avec Monika, qui est enceinte de lui. Lors d'une plongée dans le lac où il a eu son accident, il croit voir la main d'Undine sur la sienne, puis Undine elle-même. Mais sur la vidéo de l'intervention, elle n'apparaît pas. Il revient la nuit près du lac, pour la chercher. Monika, qui l'a suivi, le voit horrifiée s'immerger dans le lac. Il y retrouve Undine, comme une forme presque fantomatique, son visage sourdant peu à peu de la pénombre nocturne et de la turbidité de l'eau du lac. Celle-ci lui rend la statuette de scaphandrier, souvenir de leur rencontre. Puis Christoph ressort du lac, il retrouve Monika qui était folle d'inquiétude et part finalement avec elle.

## Fiche technique
- Titre original : Undine
- Titre français : Ondine
- Réalisation et scénario : Christian Petzold, d'après la nouvelle Ondine s'en va d'Ingeborg Bachmann
- Photographie et cadrage : Hans Fromm
- Décors : Merlin Örtner, Tom Hecker
- Montage : Bettina Böhler
- Ingénieur du son : Andreas Mücke-Niesykta
- Bande-son : le morceau de musique baroque qui revient comme un leitmotiv poétique et déchirant tout au long du film est l'Adagio du concerto pour hautbois en ré mineur d'Alessandro Marcello, adapté pour clavier par Jean-Sébastien Bach, et joué ici au piano seul.
- Sociétés de production: Schramm Films, Les Films du losange
- Sociétés de distribution : Piffl Medien (Allemagne), Les Films du losange (France)
- Pays d'origine :  Allemagne,  France
- Format : couleur — 35 mm
- Genre : drame
- Durée : 90 minutes
- Dates de sortie :
  - Allemagne : 23 février 2020 (Berlinale) ; 2 juillet 2020 (sortie nationale)
  - France : 23 septembre 2020

## Distribution
- Paula Beer (VF : elle-même) : Undine Wibeau
- Franz Rogowski (VF : Grégoire Leprince-Ringuet) : Christoph
- Maryam Zaree (VF : Kenza Lagnaoui) : Monika
- Jacob Matschenz (VF : Florent Dorin) : Johannes
- Anne Ratte-Polle (de) : Anna
- Rafael Stachowiak (de) : Jochen
- Julia Franz Richter (de) : Nora
- Gloria Endres de Oliveira (de) : Antonia
- José Barros : Miguel

Version française dirigée par Hervé Icovic (assisté d'Ouahiba Djema) au studio Deluxe, d'après une adaptation des dialogues de Françoise Monier. Informations prélevées du carton du doublage français.

## Production

### Tournage
Le tournage a eu lieu de juillet à septembre 2019.

## Sortie

### Accueil critique
En France, le site Allociné recense une moyenne des critiques presse de 3,9/5. Sur le site Rotten Tomatoes, le film obtient un score de 84 %.

## Distinctions
- Berlinale 2020 : 
  - Ours d'argent de la meilleure actrice pour Paula Beer
  - Prix FIPRESCI
- Prix du cinéma européen 2020 : Meilleure actrice pour Paula Beer[6]